# Вагенінген (Суринам)
Вагенінген (нід. Wageningen) — місто на північному заході Суринаму, розташоване в прибережній зоні округу Ніккері. За статистичними даними на 2012 рік населення становить 4765 чол.  Місто є сільськогосподарським та курортним центром.

## Опис
Місто Вагенінген знаходиться приблизно за 54 кілометрах від Ньїв-Ніккері, головного міста округу Ніккері та за 203 км від Парамарибо, столиці Суринаму.
Вагенінген великий сільськогосподарський центр Суринаму. Рисівництво є основним профілем сільського господарства в цьому регіоні. Місто стоїть на річці Ніккері на березі якої побудований порт . Існує також злітно - посадкова смуга для невеликих літаків. У Вагенінгені є відділення поліції, адміністративні будівлі та лікарня.